# Ángel Ortiz
Ángel Ortiz (Areguá, 27 dicembre 1977) è un ex calciatore paraguaiano, di ruolo centrocampista.